# Jan Bultheel
Jan Bultheel (Veurne, 8 februari 1959) is een Belgische animatiefilmregisseur, filmproducent en stripauteur.

## Biografie
Jan Bultheel werd geboren op 8 februari 1959 in Veurne, West-Vlaanderen. Hij studeerde animatiefilm aan de Koninklijke Academie voor Schone Kunsten in Gent (KASK), waar Raoul Servais zijn docent was.
Hij werkt sinds het begin van de jaren 1980 in de animatiefilmsector. Hij maakt generieken voor de BRT, zoals Villa Tempo, Pop Electron, Roodvonk; voor de RTBF maakt hij o.a. Cargo de nuit en Trans Europe Express; en voor de Franse tv-zenders creëert hij o.a. Ex Libris, Permission de Minuit, Lola en Les Jupons de la révolution.
In 1986 richt hij samen met Anne Marie Maes het productiebedrijf Pix & Motion op, dat een van de grootste filmproductiemaatschappijen in België wordt, met negen medewerkers en een breed scala aan nationale en internationale regisseurs. Verschillende producties van Pix & Motion vallen in de prijzen in België, onder andere bij de Creative Club of Belgium, en in Frankrijk, onder meer op het Cannes Advertising Film Festival.
Gedurende deze 15 jaar maakt Jan honderden reclamefilms voor grote wereldmerken zoals Coca-Cola, Playstation, Samsonite, Mercedes, Toyota, KBC, BBL, Proximus, Belgacom, maar ook korte films, waaronder About Love Cat No. 1 tot 12, en muziekvideo’s, zoals Flamma Flamma. In 2001 besluit Jan de reclamewereld te verlaten en richt hij het bedrijf Filmwerken op, waarmee hij verschillende artistieke kortfilms en ook videowalls maakt voor de theatercompany MaisonDahlBonnema.
In 2009 initieert, schrijft, tekent en co-produceert hij de kinderserie Hazentem Internationaal voor Ketnet en TF1, geproduceerd door Teamto (FR), Vivifilm en Filmwerken (BE), met steun van het VAF en het Vlaamse Tax Shelter. Het totale budget bedraagt 5 miljoen euro.
In 2013 richt hij mede het filmproductiebedrijf Tondo Films op om Cafard, zijn eerste speelfilm, te produceren, waarvoor hij zowel de regisseur, monteur als scenarioschrijver is. Hij leidt ook het team van animators, superviseert de dubbing en ontwerpt de grafische stijl van de film.
In 2015 ging Cafard in première. Deze film, die het verhaal vertelt van de eerste Belgische pantserdivisie tijdens de Eerste Wereldoorlog, werd gerealiseerd volgens een innovatief principe. De film werd opgenomen met acteurs via motion capture, waarna de decors werden toegevoegd en de acteurs "bedekt" werden door hun geanimeerde avatars. In plaats van gebruik te maken van 3D-computergraphics, zoals het personage Gollum in The Lord of the Rings van Peter Jackson, kiest hij voor een stijl die de moderne schilderkunst oproept: vlakke expressionistische kleuren.

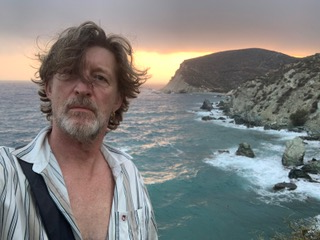
Jan Bultheel

## Filmografie

### Films
- 1996: Moby Dick (regie, korte film)
- 1996: Flamma Flamma (korte film)
- 1996: Diana (korte film, regie en scenario)
- 2015: Cafard (regie en scenario)

### Televisie
- 2009: Hazentem Internationaal (26 afleveringen)[2]

## Stripromans
In samenwerking met Amira Daoudi en Seppe Van den Berghe maakt hij de stripadaptatie van Cafard, de gelijknamige striproman, die in 2015 werd gepubliceerd door uitgeverij Lannoo.
In 2022 brengt hij onder eigen beheer Zicht op Zee uit, een striproman die het leven van Louis Artan, een Belgische marineschilder uit de 19e eeuw, vertelt.
In 2023 publiceert hij zijn derde striproman, getiteld Onze James: de vrouwen van Ensor, waarvan het nawoord is geschreven door de Belgische essayist Éric Min, gepubliceerd bij uitgeverij Lannoo. Dit boek draait om de controversiële schilder James Ensor, verteld door de vrouwen die hem omringen.

## Prijzen en nominaties
De belangrijkste:
| Jaar | Prijs                           | Categorie                                     | Film   | Uitslag     |
| ---- | ------------------------------- | --------------------------------------------- | ------ | ----------- |
| 2016 | Ensor                           | Beste scenario                                | Cafard | Genomineerd |
| 2016 | Holland Animation Film Festival | Grand Prix van de beste langspeelanimatiefilm | Cafard | Gewonnen    |
| 2016 | Magritte du cinéma              | Beste Vlaamse film                            | Cafard | Genomineerd |